# 比立內站
比立內站（日语：／ Hitachinai eki */?）是位於秋田縣北秋田市阿仁比立內，秋田內陸縱貫鐵道的秋田內陸線車站。在國鐵時代，此站是阿仁合線的終點站。

## 歷史
- 1963年（昭和38年）10月15日：國鐵阿仁合線終點站啟用。當時位於北秋田郡阿仁町（日语：阿仁町）[1]。
- 1980年（昭和55年）9月20日：結束貨物起卸業務[2]
- 1986年（昭和61年）11月1日 - 秋田內陸縱貫鐵道接管阿仁合線，成為秋田內陸縱貫鐵道秋田內陸北線[3]。
- 1989年（平成元年）4月1日：此站至松葉站之間開通，秋田內陸北線改名為秋田內陸線。

## 車站構造
此站是地面車站，設有1面2線的島式月台。此站設有車站大樓和候車室。

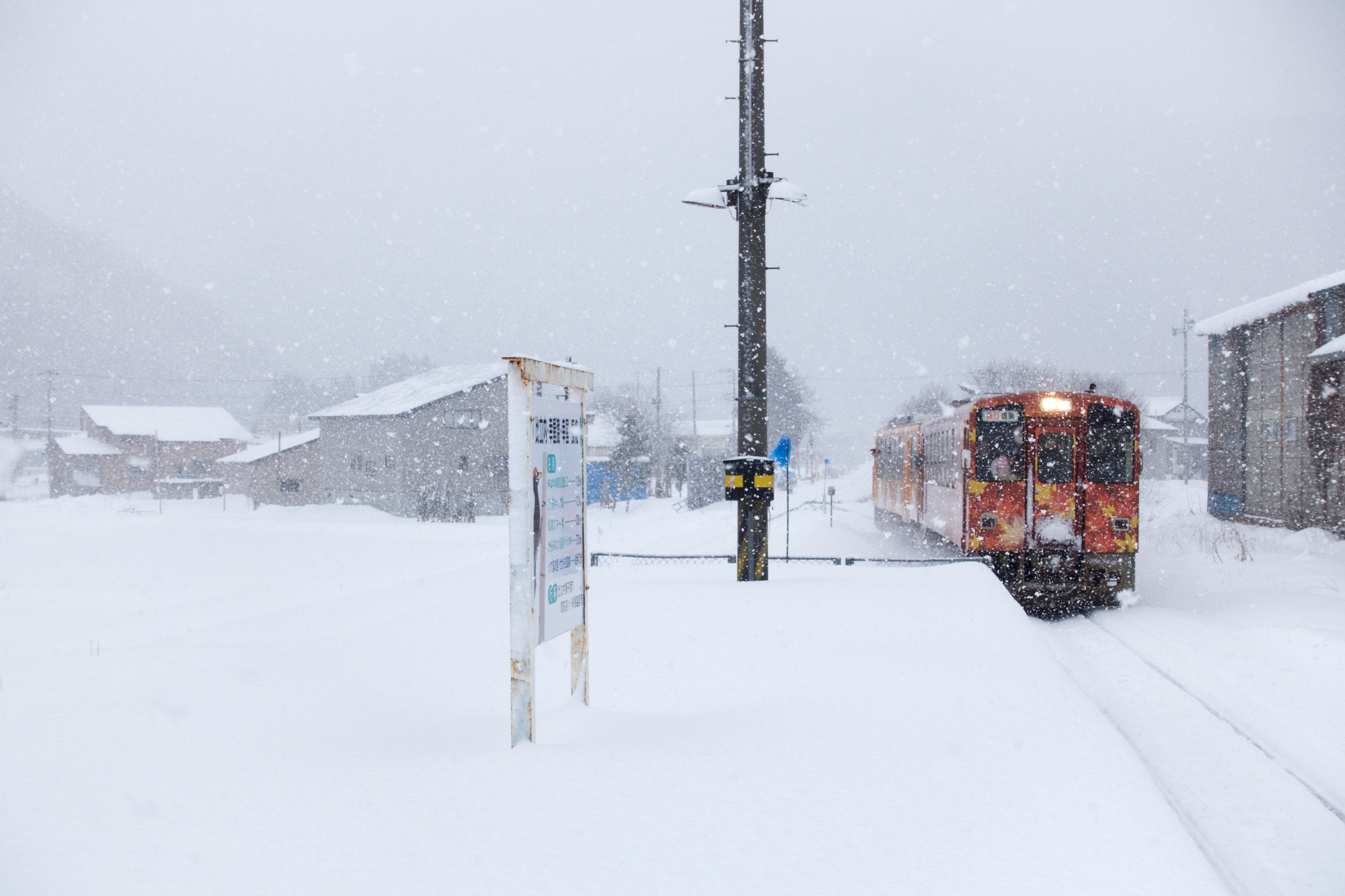
冬天的月台
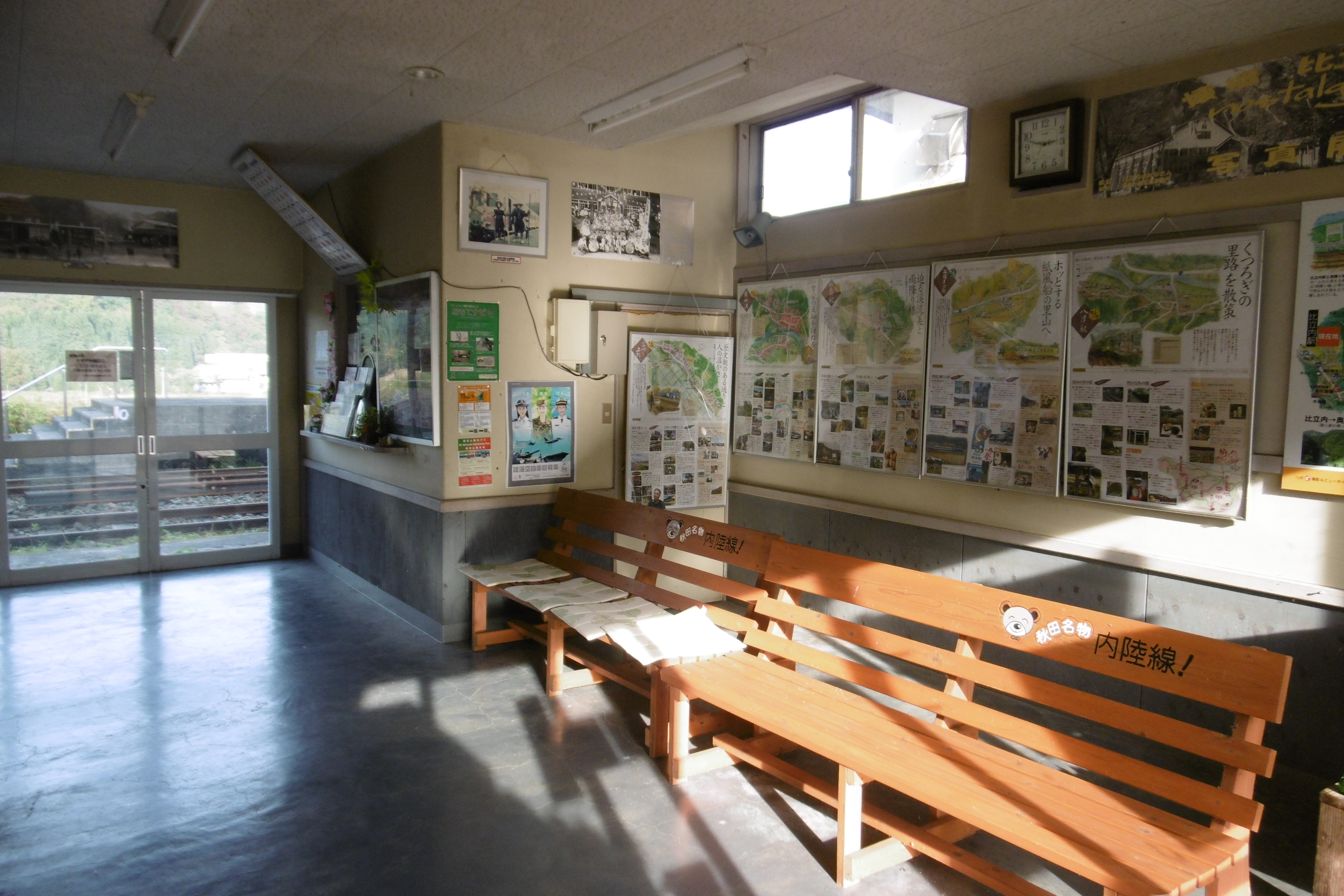
候車室

## 使用狀況
| 1日上落車人次 | 1日上落車人次 |
| 年度          | 1日平均人次   |
| ------------- | ------------- |
| 2016年        | 36            |
| 2017年        | 31            |

## 車站周邊

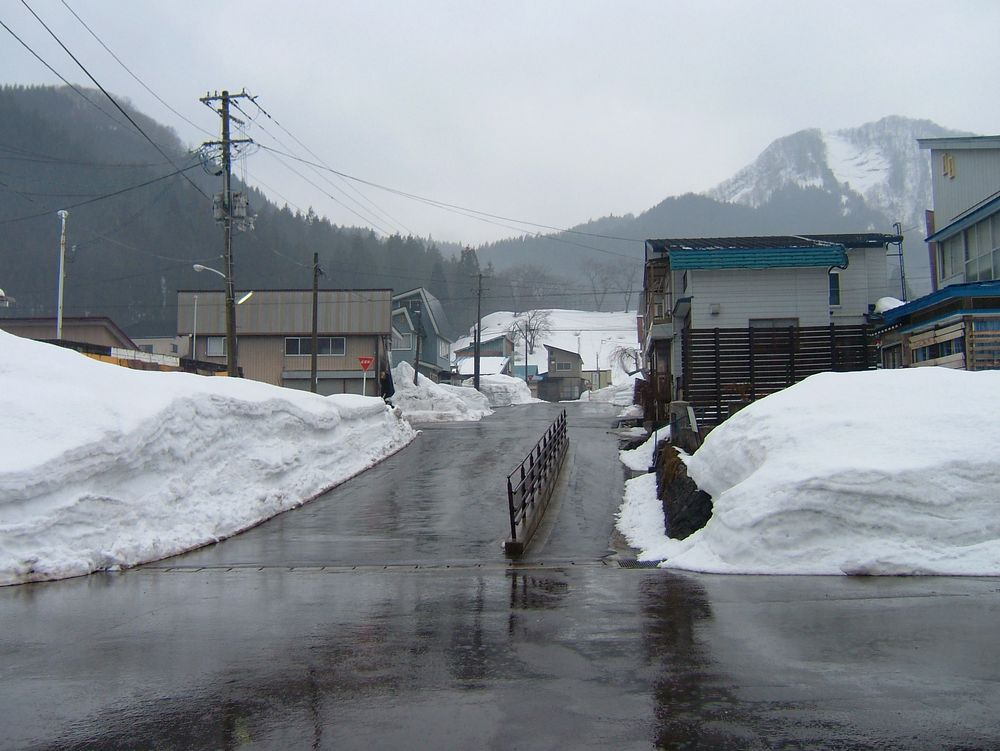
站前風景

- 國道105號（日语：国道105号）
- 道之驛阿仁（日语：道の駅あに）
- 比立內郵局
- 北秋田市立大阿仁小學
- 秋田縣道308號河邊阿仁線（日语：秋田県道308号河辺阿仁線）
- 北秋田市阿仁綜合窗口中心大阿仁出張所

## 巴士路線
秋北巴士「比立內站前」巴士站
- 北秋田市民醫院前 - 打當線（只於平日服務）
  - 前往打當
  - 前往北秋田市民醫院（日语：北秋田市民病院）前
    - 阿仁合站前 - 米內澤站（站內） - 北秋田市民醫院前

## 其他
- 站內沒有售票服務。在車站附近的「道之驛阿仁（日语：道の駅あに）」可購買企劃車票[5]。
- 站內設有觀光資訊，北秋田市職員會在站內當值，但是不會負責車站業務。

## 相鄰車站
秋田內陸縱貫鐵道
■秋田內陸線
- 急行「森吉」停車站

□快速（下行）
阿仁合→（部分停岩野目）→比立內→阿仁又鬼
□快速（上行）
阿仁合←比立內←阿仁又鬼
□快速（上行部分列車）、■普通
岩野目－比立內－奧阿仁

## 注腳
1. 1 2  “駅のお化粧もすます 阿仁合線、阿仁合-比立内間 またれる15日の開通” 秋田魁新報 (秋田魁新報社): p3. (1963年10月12日 夕刊)
2. ↑  “横堀など県内5駅 貨物取り扱い廃止” 秋田魁新報 (秋田魁新報社): p15. (1980年9月20日 朝刊)
3. ↑  . 鐵道雜誌 (鐵道雜誌社). 1987-01, 21 (1): 50 （日语）.
4. ↑  国土数値情報(駅別乗降客数データ)  （页面存档备份，存于）（日語） - 統計情報研究，2020年8月30日參閲
5. ↑  お得な切符 （页面存档备份，存于）（日語） - 秋田內陸縱貫鐵道

## 外部連結
- 路線圖（各站資訊） （页面存档备份，存于）（日語） - 秋田內陸縱貫鐵道